# Microcharon comasi
Microcharon comasi är en kräftdjursart som beskrevs av Nicole Coineau 1968. Microcharon comasi ingår i släktet Microcharon och familjen Microparasellidae. Inga underarter finns listade i Catalogue of Life.